# Sedma kronika (1996.)
Sedma kronika je hrvatski dugometražni film iz 1996. godine. Dio filma je sniman u bivšem zloglasnom jugoslavenskom zatvoru Golom otoku, a kao statisti su korišteni pripadnici 12. klase ročne vojske tadašnjeg vojno-nastavnog centra "Muzil" u Puli.

## Glumačka postava
- Rene Medvešek kao bjegunac
- Alma Prica kao časna Klara
- Sven Medvešek kao agent
- Josip Genda kao Odoriko
- Ivo Gregurević kao Kapo
- Milka Podrug-Kokotović kao časna Benedikta
- Tonko Lonza kao doktor
- Vili Matula kao Antonije
- Suzana Nikolić kao Vedrana
- Doris Šarić-Kukuljica kao časna Rozalija
- Urša Raukar kao časna Lukrecija
- Dragan Despot kao prijatelj
- Semka Sokolović-Bertok kao Marijela
- Ljubomir Kapor kao Kuzma
- Ivica Vidović kao magistar
- Stojan Matavulj kao stražar
- Angel Palašev kao poštar
- Galiano Pahor kao don Mauro
- Zijad Gračić kao milicionar
- Ana Kvrgić kao Ivančica
- Boris Festini kao samotnjak
- Drago Meštrović kao Fabio
- Nenad Cvetko kao Vodonoša
- Ivica Pajer kao Roko
- Goran Matović kao fratar
- Drago Nusshol kao milicionar na obali
- Juraj Mofčan kao robijaš
- Mladen Ptičar kao kaskader